# 2. Tennis-Bundesliga (Herren 30) 2008
Die 2. Tennis-Bundesliga der Herren 30 wurde 2008 zum fünften Mal ausgetragen. Sie wurde in die 2. Bundesliga Nord und Süd aufgeteilt, in der jeweils sieben Mannschaften um den Aufstieg in die Erstklassigkeit kämpften.
Die Spiele wurden im Zeitraum vom 1. Juni bis zum 12. Juli 2008 ausgetragen.

## Spieltage und Mannschaften
| Spieltage                                  | Spieltage                                 |
| ------------------------------------------ | ----------------------------------------- |
| 1. Spieltag: So., 1. Juni 2008, 11:00 Uhr  |                                           |
| 2. Spieltag: So., 8. Juni 2008, 11:00 Uhr  | Nord auch am Sa., 7. Juni 2008, 12:00 Uhr |
| 3. Spieltag: So., 15. Juni 2008, 11:00 Uhr |                                           |
| 4. Spieltag: So., 22. Juni 2008, 11:00 Uhr |                                           |
| 5. Spieltag: So., 29. Juni 2008, 11:00 Uhr |                                           |
| 6. Spieltag: So., 6. Juli 2008, 11:00 Uhr  |                                           |
| 7. Spieltag: Sa., 12. Juli 2008, 13:00 Uhr |                                           |

| Mannschaften Nord                |
| -------------------------------- |
| HTC Blau-Weiß Krefeld            |
| Marienburger SC Köln             |
| TC Parkhaus Wanne-Eickel         |
| TC Raadt                         |
| TG Alsterquelle Henstedt-Ulzburg |
| TG Westfalia Dortmund            |
| TV Schwafheim 1900               |

| Mannschaften Süd               |
| ------------------------------ |
| BASF TC Blau-Weiß Ludwigshafen |
| Club am Marienberg Nürnberg    |
| Karlsruher ETV                 |
| TB Erlangen                    |
| TC Bamberg                     |
| TC Dachau 1950                 |
| TC Rotenbühl Saarbrücken       |

## 2. Tennis-Bundesliga Herren 30 Nord

### Abschlusstabelle
|     | Mannschaft                       | Begegnungen | Punkte | Matches | Sätze | Spiele  |
| --- | -------------------------------- | ----------- | ------ | ------- | ----- | ------- |
| 01. | TV Schwafheim 1900               | 6           | 10:2   | 38:16   | 80:41 | 585:410 |
| 02. | TG Westfalia Dortmund            | 6           | 10:2   | 36:18   | 76:43 | 553:418 |
| 03. | TC Parkhaus Wanne-Eickel         | 6           | 6:6    | 28:26   | 65:61 | 553:526 |
| 04. | TC Raadt                         | 6           | 6:6    | 19:35   | 43:80 | 396:608 |
| 05. | Marienburger SC Köln             | 6           | 4:8    | 27:27   | 63:60 | 533:476 |
| 06. | HTC Blau-Weiß Krefeld            | 6           | 4:8    | 21:33   | 55:74 | 545:618 |
| 07. | TG Alsterquelle Henstedt-Ulzburg | 6           | 0:12   | 20:34   | 50:73 | 489:598 |

### Mannschaftskader
| Pos. | Name                   |
| ---- | ---------------------- |
| 1    | Magnus Larsson         |
| 2    | Martijn Bok            |
| 3    | Christophe Thijs       |
| 4    | David Hoffmann         |
| 5    | Michael Kirsten        |
| 6    | Nils Wefers            |
| 7    | Sven Pisters           |
| 8    | Jens Höfken            |
| 9    | Ashley David Mc Millan |
| 10   | Christoph Müller       |
| 11   | Marc Oliver Filz       |
| 12   |                        |
| 13   |                        |
| 14   |                        |
| 15   |                        |
| 16   |                        |

| Pos. | Name             |
| ---- | ---------------- |
| 1    | Pietro Pennisi   |
| 2    | Andreas Ense     |
| 3    | Axel Neuhausen   |
| 4    | Dirk Hortian     |
| 5    | Scott Gessner    |
| 6    | Markus Neuhausen |
| 7    | Olaf Kühle       |
| 8    | Gisbert Pauli    |
| 9    | Dennis Müller    |
| 10   | Volker Bloch     |
| 11   | Stefan Schenk    |
| 12   | Thomas Kuhrt     |
| 13   | Florian Hillers  |
| 14   |                  |
| 15   |                  |
| 16   |                  |

| Pos. | Name              |
| ---- | ----------------- |
| 1    | Mariusz Zielinski |
| 2    | Tobias Wessel     |
| 3    | Rainer Paschen    |
| 4    | Hakan Svensson    |
| 5    | Michael Parzy     |
| 6    | Thomas Brinkhoff  |
| 7    | Kai Becker        |
| 8    | Mathias Balliet   |
| 9    | Olaf Grandt       |
| 10   | Sascha Moryson    |
| 11   | Patrick Real      |
| 12   | Sebastian Meise   |
| 13   | Götz Burkhard     |
| 14   | Markus Henneke    |
| 15   |                   |
| 16   |                   |

| Pos. | Name                |
| ---- | ------------------- |
| 1    | Jan Apell           |
| 2    | Christian Bergström |
| 3    | Kalle Flyght        |
| 4    | Patrik Fredriksson  |
| 5    | Milko Petkow        |
| 6    | Erik Brummer        |
| 7    | Thomas Habig        |
| 8    | Michael Klömpken    |
| 9    | Carsten Gröf        |
| 10   | Björn Friedrich     |
| 11   | Daniel Klinkenberg  |
| 12   | Heiko Möring        |
| 13   |                     |
| 14   |                     |
| 15   |                     |
| 16   |                     |

| Pos. | Name               |
| ---- | ------------------ |
| 1    | József Krocskó     |
| 2    | Dmytro Poliakov    |
| 3    | Tim Reichelt       |
| 4    | Christian Ladehoff |
| 5    | Ralf Wollgast      |
| 6    | Andreas Pattis     |
| 7    | Peer Zabel         |
| 8    | Dimitri Ponomar    |
| 9    | Christian Lahrtz   |
| 10   | Tobias Martens     |
| 11   | Jurij Luft         |
| 12   | Vasco Strauß       |
| 13   | Carsten Rohwer     |
| 14   | Lars Pauschardt    |
| 15   |                    |
| 16   |                    |

| Pos. | Name                  |
| ---- | --------------------- |
| 1    | Stefano Tarallo       |
| 2    | Gianluca Gatto        |
| 3    | Ricardo Ciruolo       |
| 4    | Jens Stephan Kemke    |
| 5    | Henrik Müller-Frerich |
| 6    | Claudius Rink         |
| 7    | Nico Thieme           |
| 8    | Thomas Wittenberg     |
| 9    | Thomas Pacholke       |
| 10   | Peter Kreis           |
| 11   | Volker Kramer         |
| 12   |                       |
| 13   |                       |
| 14   |                       |
| 15   |                       |
| 16   |                       |

| Pos. | Name                   |
| ---- | ---------------------- |
| 1    | Marko Por              |
| 2    | Borut Urh              |
| 3    | Guido van Rompaey      |
| 4    | Mario Mertens          |
| 5    | Peter Vogel            |
| 6    | Thomas Hunsmann        |
| 7    | Andre Deininger        |
| 8    | Dirk Schaper           |
| 9    | Johannes Maria Korneli |
| 10   | Frank Schaper          |
| 11   | Roger Scheer           |
| 12   |                        |
| 13   |                        |
| 14   |                        |
| 15   |                        |
| 16   |                        |

### Ergebnisse
Spielfreie Begegnungen werden nicht gelistet.
| Datum/Uhrzeit      | Heimmannschaft                  | Gastmannschaft                  | Matches | Sätze | Spiele  |
| ------------------ | ------------------------------- | ------------------------------- | ------- | ----- | ------- |
| So. 1. Juni 11:00  | TC Parkhaus Wanne-Eickel        | TC Raadt                        | 4:5     | 11:11 | 94:90   |
| So. 1. Juni 11:00  | Marienburger SC Köln            | TG Alsterquele Henstedt-Ulzburg | 4:5     | 9:12  | 85:91   |
| So. 1. Juni 11:00  | TG Westfalia Dortmund           | TV Schwafheim 1900              | 0:9     | 1:18  | 33:107  |
| Sa. 7. Juni 12:00  | TG Alsterquele Henstedt-Ulzburg | TC Raadt                        | 4:5     | 8:11  | 76:86   |
| So. 8. Juni 11:00  | Marienburger SC Köln            | TG Westfalia Dortmund           | 3:6     | 9:14  | 90:102  |
| So. 8. Juni 11:00  | HTC Blau-Weiß Krefeld           | TC Parkhaus Wanne-Eickel        | 2:7     | 6:15  | 76:103  |
| So. 15. Juni 11:00 | TC Raadt                        | HTC Blau-Weiß Krefeld           | 6:3     | 13:11 | 118:115 |
| So. 15. Juni 11:00 | TV Schwafheim 1900              | TG Alsterquele Henstedt-Ulzburg | 7:2     | 15:5  | 102:62  |
| So. 15. Juni 11:00 | TC Parkhaus Wanne-Eickel        | Marienburger SC Köln            | 6:3     | 12:8  | 97:76   |
| So. 22. Juni 11:00 | HTC Blau-Weiß Krefeld           | Marienburger SC Köln            | 4:5     | 9:12  | 91:108  |
| So. 22. Juni 11:00 | TV Schwafheim 1900              | TC Parkhaus Wanne-Eickel        | 5:4     | 11:12 | 96:91   |
| So. 22. Juni 11:00 | TG Alsterquele Henstedt-Ulzburg | TG Westfalia Dortmund           | 4:5     | 8:10  | 78:93   |
| So. 29. Juni 11:00 | TG Westfalia Dortmund           | HTC Blau-Weiß Krefeld           | 8:1     | 16:4  | 103:51  |
| So. 29. Juni 11:00 | TC Raadt                        | TV Schwafheim 1900              | 2:7     | 4:15  | 53:103  |
| So. 29. Juni 11:00 | TC Parkhaus Wanne-Eickel        | TG Alsterquele Henstedt-Ulzburg | 7:2     | 15:7  | 125:78  |
| So. 6. Juli 11:00  | HTC Blau-Weiß Krefeld           | TV Schwafheim 1900              | 5:4     | 12:8  | 105:82  |
| So. 6. Juli 11:00  | Marienburger SC Köln            | TC Raadt                        | 9:0     | 18:0  | 108:0   |
| So. 6. Juli 11:00  | TG Westfalia Dortmund           | TC Parkhaus Wanne-Eickel        | 9:0     | 18:0  | 110:43  |
| Sa. 12. Juli 13:00 | TC Raadt                        | TG Westfalia Dortmund           | 1:8     | 4:17  | 49:112  |
| Sa. 12. Juli 13:00 | TC Schwafheim 1900              | Marienburger SC Köln            | 6:3     | 13:7  | 95:66   |
| Sa. 12. Juli 13:00 | TG Alsterquele Henstedt-Ulzburg | HTC Blau-Weiß Krefeld           | 3:6     | 10:13 | 104:107 |

## 2. Tennis-Bundesliga Herren 30 Süd

### Abschlusstabelle
|     | Mannschaft                     | Begegnungen | Punkte | Matches | Sätze | Spiele  |
| --- | ------------------------------ | ----------- | ------ | ------- | ----- | ------- |
| 01. | BASF TC Blau-Weiß Ludwigshafen | 6           | 12:0   | 36:18   | 80:44 | 590:471 |
| 02. | TC Rotenbühl Saarbrücken       | 6           | 8:4    | 42:12   | 88:27 | 571:342 |
| 03. | Karlsruher ETV                 | 6           | 6:6    | 27:27   | 63:62 | 579:536 |
| 04. | TB Erlangen                    | 6           | 6:6    | 25:29   | 57:66 | 508:550 |
| 05. | Club am Marienberg Nürnberg    | 6           | 6:6    | 22:32   | 51:72 | 469:582 |
| 06. | TC Bamberg                     | 6           | 2:10   | 21:33   | 48:75 | 466:561 |
| 07. | TC Dachau 1950                 | 6           | 2:10   | 16:38   | 42:83 | 473:614 |

### Mannschaftskader
| Pos. | Name                    |
| ---- | ----------------------- |
| 1    | Gunter Kummermehr       |
| 2    | Florian Marquardt       |
| 3    | Marcelo Huthmann-Manola |
| 4    | Robert Eisele           |
| 5    | Thomas Rühle            |
| 6    | Marcel Grimme           |
| 7    | Wolfgang Kanther        |
| 8    | Sascha Mahr             |
| 9    | Thilo Klam              |
| 10   | Christian Bohn          |
| 11   | Stefan Schubert         |
| 12   | Kai-Oliver Bantow       |
| 13   | Christian Wagner        |
| 14   |                         |
| 15   |                         |
| 16   |                         |

| Pos. | Name               |
| ---- | ------------------ |
| 1    | Jaromír Línek      |
| 2    | Petr Krten         |
| 3    | Horst Dressler     |
| 4    | Oliver Maronna     |
| 5    | David Hartmann     |
| 6    | Steffen Walther    |
| 7    | Peter Sachs        |
| 8    | Gerhard Ploß       |
| 9    | Rudi Hackner       |
| 10   | Achim Druschky     |
| 11   | Klaus Ploß         |
| 12   | Christian Eschbach |
| 13   | Werner Ploß        |
| 14   | Ralph Salzmann     |
| 15   |                    |
| 16   |                    |

| Pos. | Name                |
| ---- | ------------------- |
| 1    | Andrei Tscherkassow |
| 2    | Alexander Beyer     |
| 3    | Jürgen Faßbender    |
| 4    | Norman Weidle       |
| 5    | Steven Schüller     |
| 6    | Sascha Stiefel      |
| 7    | Jan Rustemeier      |
| 8    | Christian Pöttinger |
| 9    | Gregor Rummel       |
| 10   | Thomas Randel       |
| 11   | Marcus Ehlert       |
| 12   |                     |
| 13   |                     |
| 14   |                     |
| 15   |                     |
| 16   |                     |

| Pos. | Name               |
| ---- | ------------------ |
| 1    | Richard Drazny     |
| 2    | Lukas Vojtechovsky |
| 3    | Wojtek Kowalski    |
| 4    | Igor Branisa       |
| 5    | Paulo Escalona     |
| 6    | Jiri Bartos        |
| 7    | Wolfgang Schweiger |
| 8    | Mischa Diller      |
| 9    | Jörg Wölfel        |
| 10   | Christian Wust     |
| 11   | Christian Belihart |
| 12   | Tobias Sankat      |
| 13   | Jürgen Ropers      |
| 14   | Bernd Erhardt      |
| 15   |                    |
| 16   |                    |

| Pos. | Name                       |
| ---- | -------------------------- |
| 1    | Roman Jetel                |
| 2    | Daniel Vanek               |
| 3    | Tore Meinecke              |
| 4    | Radovan Chrz               |
| 5    | Stefan Medem               |
| 6    | Thomas Ochs                |
| 7    | Michael Luther             |
| 8    | Rüdiger Gardt              |
| 9    | Martin Hanzalek            |
| 10   | Berthold Schulze-Mengering |
| 11   | Holger Rothe               |
| 12   | Thomas Janka               |
| 13   | Tobias Strodtbeck          |
| 14   | Hans-Michael Lehner        |
| 15   |                            |
| 16   |                            |

| Pos. | Name               |
| ---- | ------------------ |
| 1    | David Miketa       |
| 2    | Radim Lapcik       |
| 3    | Filip Hava         |
| 4    | Tobias Knoll       |
| 5    | Thorsten Knoll     |
| 6    | Michael Austen     |
| 7    | Josef Eisenberger  |
| 8    | Gerhard Stöckl     |
| 9    | Ernst Rost         |
| 10   | Thomas Koppenhöfer |
| 11   | Christian Cornmark |
| 12   | Helge Vorwerk      |
| 13   | Petr Lukas         |
| 14   | Michael Fisinger   |
| 15   |                    |
| 16   |                    |

| Pos. | Name              |
| ---- | ----------------- |
| 1    | Emanuel Greff     |
| 2    | Hervé Karcher     |
| 3    | Hector Calvo      |
| 4    | Alain Schott      |
| 5    | Ralph Büdenbender |
| 6    | Heiner Schmidt    |
| 7    | Torsten Klein     |
| 8    | Guido Fratzke     |
| 9    | Michael Ney       |
| 10   | Frank Weyland     |
| 11   | Bernhard Köllner  |
| 12   | Bill Jenkins      |
| 13   | Dario Fiala       |
| 14   |                   |
| 15   |                   |
| 16   |                   |

### Ergebnisse
Spielfreie Begegnungen werden nicht gelistet.
| Datum/Uhrzeit      | Heimmannschaft                 | Gastmannschaft                 | Matches | Sätze | Spiele  |
| ------------------ | ------------------------------ | ------------------------------ | ------- | ----- | ------- |
| So. 1. Juni 11:00  | Club am Marienberg Nürnberg    | BASF TC Blau-Weiß Ludwigshafen | 3:6     | 6:13  | 63:88   |
| So. 1. Juni 11:00  | TC Bamberg                     | TC Dachau 1950                 | 4:5     | 9:13  | 82:108  |
| So. 1. Juni 11:00  | TB Erlangen                    | Karlsruher ETV                 | 5:4     | 11:9  | 92:81   |
| So. 8. Juni 11:00  | Karlsruher ETV                 | TC Bamberg                     | 5:4     | 12:10 | 100:90  |
| So. 8. Juni 11:00  | TC Dachau 1950                 | Club am Marienberg Nürnberg    | 4:5     | 9:12  | 94:97   |
| So. 8. Juni 11:00  | BASF TC Blau-Weiß Ludwigshafen | TC Rotenbühl Saarbrücken       | 6:3     | 13:9  | 91:84   |
| So. 15. Juni 11:00 | TC Rotenbühl Saarbrücken       | Club am Marienberg Nürnberg    | 9:0     | 18:2  | 111:56  |
| So. 15. Juni 11:00 | TC Dachau 1950                 | TB Erlangen                    | 2:7     | 8:16  | 89:121  |
| So. 15. Juni 11:00 | BASF TC Blau-Weiß Ludwigshafen | TC Bamberg                     | 7:2     | 16:4  | 109:64  |
| So. 22. Juni 11:00 | Club am Marienberg Nürnberg    | Karlsruher ETV                 | 7:2     | 15:7  | 108:89  |
| So. 22. Juni 11:00 | TC Bamberg                     | TB Erlangen                    | 3:6     | 8:12  | 85:87   |
| So. 22. Juni 11:00 | TC Rotenbühl Saarbrücken       | TC Dachau 1950                 | 9:0     | 18:0  | 108:32  |
| So. 29. Juni 11:00 | Karlsruher ETV                 | TC Dachau 1950                 | 7:2     | 15:5  | 112:77  |
| So. 29. Juni 11:00 | TC Bamberg                     | TC Rotenbühl Saarbrücken       | 1:8     | 2:16  | 37:96   |
| So. 29. Juni 11:00 | TB Erlangen                    | BASF TC Blau-Weiß Ludwigshafen | 3:6     | 8:13  | 73:100  |
| So. 6. Juli 11:00  | Club am Marienberg Nürnberg    | TC Bamberg                     | 2:7     | 6:15  | 61:108  |
| So. 6. Juli 11:00  | BASF TC Blau-Weiß Ludwigshafen | Karlsruher ETV                 | 5:4     | 12:10 | 108:114 |
| So. 6. Juli 11:00  | TC Rotenbühl Saarbrücken       | TB Erlangen                    | 9:0     | 18:0  | 111:43  |
| Sa. 12. Juli 13:00 | TB Erlangen                    | Club am Marienberg Nürnberg    | 4:5     | 10:10 | 92:84   |
| Sa. 12. Juli 13:00 | TC Dachau 1950                 | BASF TC Blau-Weiß Ludwigshafen | 3:6     | 7:13  | 73:94   |
| Sa. 12. Juli 13:00 | Karlsruher ETV                 | TC Rotenbühl Saarbrücken       | 5:4     | 10:9  | 83:61   |